# Amperometria
Amperometria és un mètode d'analisi química i bioquímica, derivat de la polarografia. Detecta ions en una solució basada en el corrent elèctric o en els canvis en el corrent elèctric.
La detecció electroquímica va ser utilitzada primer en la cromatografia iònica. Posteriorment amb el sistema PAD (Pulsed Amperometric Detection) es van detectar amb aquest sistema els hidrats de carboni, les amines i altres compostos que contenen sofre.
L'amperometria es fa servir en electrofisiologia per estudiar els alliberaments de vesícula sinàptica utilitzant elèctrodes de fibra de carboni.